# 김형길
김형길(金炯吉, ?~)은 조선민주주의인민공화국의 외교관이다. 2015년에 주멕시코 조선민주주의인민공화국대사관 대사에 임명되었지만, 멕시코는 조선민주주의인민공화국의 핵무기 활동에 대해 비판하며 2017년에 그를 추방했다.